# Берештій-де-Веде
Берештій-де-Веде (рум. Bărăștii de Vede) — село у повіті Олт в Румунії. Адміністративний центр комуни Берешть.
Село розташоване на відстані 118 км на захід від Бухареста, 39 км на північний схід від Слатіни, 79 км на північний схід від Крайови, 128 км на південний захід від Брашова.

## Населення
За даними перепису населення 2002 року у селі проживали 440 осіб, усі — румуни. Усі жителі села рідною мовою назвали румунську.